# Cășeiu
Cășeiu là một xã thuộc hạt Cluj, România. Dân số thời điểm năm 2002 là 4860 người.